# Batocerinos
Batocerinos (Batocerini) é uma tribo de besouros chifre longo da subfamília Lamiinae .

## Taxonomia
Os gêneros incluídos na tribo são:
- Abatocera
- Apriona
- Aprionella
- Batocera
- Doesburgia
- Megacriodes
- Microcriodes
- Mimapriona
- Mimobatocera
- Rosenbergia